# إليزر د. وود
إليزر د. وود (بالإنجليزية: Eleazer D. Wood)‏ هو عسكري أمريكي، ولد في 1783 في نيويورك في الولايات المتحدة، وتوفي في 17 سبتمبر 1814.